# Friuli Latisana Pinot Nero
Le Friuli Latisana Pinot Nero est un vin rouge italien de la région Frioul-Vénétie Julienne doté d'une appellation DOC depuis le 19 mai 1975. Seuls ont droit à la DOC les vins rouges récoltés à l'intérieur de l'aire de production définie par le décret. Les vignobles autorisés se situent en provinces de Pordenone et d'Udine dans les communes de Castions di Strada, Latisana, Lignano Sabbiadoro, Muzzana del Turgnano, Morsano al Tagliamento, Palazzolo dello Stella, Pocenia, Precenicco, Rivignano, Ronchis, Teor et Varmo.
Le Friuli Latisana Pinot Nero répond à un cahier des charges moins exigeant que le Friuli Latisana Pinot Nero riserva et le Friuli Latisana Pinot Nero superiore.

## Caractéristiques organoleptiques
- couleur : rouge rubis pas très intense
- odeur : caractéristique
- saveur : sec, agréable,

Le Friuli Latisana Pinot Nero se déguste à une température de 14 à 16 °C et il se gardera 1 – 3 ans.

## Production
Province, saison, volume en hectolitres :
- Udine (1995/96) 35,7
- Udine (1996/97) 25,97